# Blitz (Band)
Blitz war eine von 1981 bis 2007 bestehende Punk/Oi!-Band aus New Mills im Bezirk Derbyshire in England. Ihre Blütezeit hatten sie vor allem im Vereinigten Königreich in den frühen 80er Jahren.

## Bandgeschichte
Die Band bestand sowohl aus Punks als auch aus Skinheads und bezeichnete sich immer als Punkband. Garry Bushell, ein Redakteur der Zeitschrift Sounds, war begeistert von Blitz und machte dies in mehreren Artikeln deutlich.
Nach größeren Erfolgen Anfang der 1980er Jahre und einem Wechsel der musikalischen Ausrichtung in Richtung Post-Punk bzw. New-Wave löste sich die Band auf, um später von Gitarrist und Songwriter Alan Miller in neuer Besetzung reanimiert zu werden. Nach einem Auftritt wurde Miller am 10. Februar 2007 unter Drogeneinfluss auf einem Freeway von einem Auto erfasst und verstarb.
Blitz hatte einen großen musikalischen Einfluss auf verschiedene Punkrock-Formationen. Einige ihrer Songs wurden von bekannten Punkbands gecovert. So befand sich auf Rancids Radio Radio Radio EP der Blitz-Song „Someone’s Gonna Die“. „Warriors“ wurde von The Distillers und Judge gecovert. Auf dem Sampler The Worldwide Tribute To The Real Oi interpretieren Oxymoron den Blitz-Titel „New Age“ und die Ryker’s „Never Surrender“, auf Teil 2 des Samplers covern Roger Miret and the Disasters das Stück „Voice Of A Generation“. Mit Voice Of a New Generation: A Tribute To Blitz erschien im Jahr 1999 eine Compilation, auf der 15 Punkbands der Band ihre Ehrerbietung erweisen, darunter Red London, Red Alert und Charge 69.

## Diskografie (Auswahl)

### Alben
- Voice of a Generation (No Future Records 1982)
- Second Empire Justice (Future Records 1983)
- The Killing Dream (Cleopatra / Skunx Recordings 1989)

### EPs
- All Out Attack (No Future Records 1981)
- New Breed (Warning: Records 1992)

### Singles
- Never Surrender / Razors in the Night (No Future Records 1982)
- Warriors / Youth (No Future Records 1982)
- Propaganda / Moscow (Masterbag 1982)
- New Age / Fatigue (Future Records 1983)
- Solar / Husk (Future Records 1983)
- Telecommunication / Teletron (Future Records 1983)

### Kompilationen
- Blitzed – An All Out Attack (Link Records 1988)
- Best of Blitz (Dojo Limited 1993)
- Blitz Hits (Cleopatra 1994)
- The Complete Blitz Singles Collection (Anagram Records 1994)
- All Out Attack (Get Back 1997)
- The Best Of Blitz (13th Moon Recordings 1998)
- Warriors (Harry May 1999)
- Voice of a Generation: The No Future Years (Anagram 2000)
- Punk Singles & Rarities 1980–83 (Captain Oi! 2001)
- All Out Blitz: The Very Best Of (Anarchy Music 2005)
- Never Surrender (Best Of) (2005)
- Hits – Voice Of A Generation (SOS Records 2006)
- Time Bomb Early Singles And Demos Collection (Radiation Reissues 2013)

### Samplerbeiträge
- Carry On Oi!! (Secret 1981) – „Youth“, „Nation On Fire“
- The Secret Life of Punks (Secret 1982) – „Youth“
- Punk and Disorderly (1982) – „Someone’s Gonna Die“
- Seeds IV Punk (1987) – „Someone’s Gonna Die“
- The Crazy World of Punk (1996) – „Criminal Damage“

### Tribut-Sampler
- Various – Voice Of a New Generation: A Tribute To Blitz (1999)